# Balka (plaats)
Balka is een plaats in de Deense regio Hovedstaden op het eiland Bornholm. De plaats telt 265 inwoners (2010).
Balka ligt aan de zuidoostkust van het het eiland in de Oostzee. Balka ligt 3 km ten zuiden van Nexø.
De inwoners van Balka vallen onder de parochie van Bodilsker waar ook de kerk van deze parochie staat..
De betekenis van de plaats stamt van het oude Bornholmse woordje Balke wat vertaald kan worden met strandwal. De omgeving heette ook Balke tot voor een paar decennia terug men de spelling naar Balka veranderde.
In Balka bevinden zich ook de Balka Kraterrøser, een begraafplaats uit de ijzertijd. Tevens vindt men hier de langste strandwal van het eiland, Langskanse genaamd, en is zeshonderd meter lang. Balka heeft een eigen waterwerk dat sinds 1967 werd aangelegd. Ongeveer 400 huizen zijn aangesloten op dit waterwerk, dat circa 35.000 m3 water per jaar verwerkt.
De Bornholmske Jernbaner reed van 1900 tot 1968 van Rønne naar Nexø. Balka had destijds twee stations:
- Kannikegård station (Balke station)
- Balke Strand trinbræt (Hundsemyre trinbræt)

Steden: Aakirkeby · Allinge-Sandvig · Hasle · Nexø · Rønne

Dorpen: Aarsdale · Balka · Gudhjem · Klemensker · Listed · Lobbæk · Nyker · Nylars · Østerlars · Østemarie · Pedersker · Snogebæk · Sorthat-Muleby · Svaneke · Tejn · Vestermarie

Buurtschappen: Arnager · Årsballe · Boderne · Bodilsker · Bølshavn · Dueodde · Helligpeder · Ibsker · Knudsker · Melsted · Olsker · Poulsker · Rø · Rutsker · Sandkås · Smørenge · Stenseby · Teglkås · Vang

Omgeving op en nabij Bornholm: Almindingen · Christiansø · Døndalen · Ekkodalen · Ertholmene · Frederiksø · Gryet · Hammeren · Paradisbakkerne · Rytterknægten · Stammershalle · Troldeskoven